# Гірські ліси та луки Анголи
Гірські ліси та луки Анголи або Мозаїка гірських лісів та луків Анголи (ідентифікатор WWF: AT1001) — афротропічний екорегіон гірських луків та чагарників, розташований в горах на заході Центральної Анголи.

## Географія
Екорегіон гірських лісів та луків Анголи охоплює високогірні анклави, що простягаються вздовж внутрішнього краю Ангольського уступу, на території провінцій Уамбо, Південна Кванза, Бенгела та Уїла. Ці анклави перемежовуються глибокими ущелинами та долинами. Найвищими вершинами регіону є гора Моко, найвища гора Анголи висотою 2620 м, гора Мепо висотою 2582 м, гора Лубанге висотою 2554 м, гора Намба висотою 2582 м, а також гірський масив Серра-да-Чела висотою 2306 м.
З геологічної точки зору гори регіону є частиною докембрійського фундаменту, в них переважають гнейси, гнейсові граніти та метаморфізовані відклади. Ґрунти глибокі, сильно вивітрені.
Найвища густота населення в Анголі поза межами Луанди спостерігається у високогір'ях цього екорегіону, де вона перевищує 30 осіб/км², а також в прилеглих частинах екорегіону ангольських міомбових рідколісь, що пояснюється високим сільськогосподарським потенціалом території.

## Клімат
Середньорічна кількість опадів в екорегіоні коливається від 1200 до 1600 мм, збільшуючись з висотою. Більшість опадів випадають влітку, хоча тумани, які формуються, коли холодна прибережна Бенгельська течія зустрічаються з теплими тропічними водами, є частими протягом всього року. Середньорічні температури коливаються від 17 до 20 °C. Найхолоднішими місяцями є липень та серпень, коли у високогір'ях часто фіксуються мінусові температури.

## Флора
Основними рослинними угрупованнями екорегіону є відкриті луки та ізольовані анклави високогірних лісів, які збереглися у важкодоступних ділянках. Флора екорегіону є ближчою до флори інших афромонтанських регіонів, ніж до флори навколишніх рівнин.
Лісові масиви збереглися переважно у глибоких вологих ущелинах та на окремих вершинах на висоті понад 1800 м над рівнем моря. Площа цих лісів коливається від 1 до 20 га, а лісовий намет в них розташований на висоті від 8 до 15 м над землею. У високогірних лісах регіону домінує широколистий ногоплідник (Podocarpus latifolius). Також в них ростуть руді полісціаси (Polyscias fulva), африканські білі груші (Apodytes dimidiata), капські сирні дерева (Pittosporum viridiflorum), гвінейські сизигіуми (Syzygium guineense ssp. afromontanum), яскраві галлерії (Halleria lucida), африканські падуби (Ilex mitis) та капські маслини (Olea capensis). У цих тінистих лісах трав'янистий підлісок майже відсутній, і в них зустрічається менше епіфітів, ніж в подібних лісах в інших частинах Африки. Лісовий намет в них, як правило, дуже нерівномірний через стрімкі, кам'янисті схили, на яких росте більшість лісів регіону.
Відкриті луки, по яким місцями розкидані дерева та кущі, займають великі території високогірного плато на висоті понад 1600 м над рівнем моря і складають більшу частину екорегіону. Рослини, що ростуть в цих добре дренованих районах, як правило, є стійкими до пожеж, які часто трапляються тут в посушливий період року. Серед поширених на луках чагарників слід відзначити бенгельську еріку (Erica benguelensis), волосистолисту протею (Protea micans ssp. trichophylla) та перистий серіфіум (Seriphium plumosum), а також різні види еріки (Erica spp.) та кліффортії (Cliffortia spp.). Серед трав, що ростуть на луках, слід відзначити тритичинкову темеду (Themeda triandra), неприємну зонотріхію (Zonotriche inamoena), триколос Бекерта (Tristachya bequaertii), андонгенську гіпарренію (Hyparrhenia andongensis), ромбову гіпарренію (Hyparrhenia quarrei), вишневий моноцимбій (Monocymbium ceresiiforme) та різні види костриці (Festuca spp.). На заболочених ділянках зустрічаються капські парінарі (Parinari capensis), капський мирт (Myrsine africana), протеї Вельвіча (Protea welwitschii), сивуваті агрірелли (Argyrella canescens), а також різні види ціатей (Cyathea spp.),  лудетій (Loudetia spp.),  фімбрістилісів (Fimbristylis spp.) та  жовтоочків (Xyris spp.).

## Фауна
Серед поширених в екорегіоні ссавців слід відзначити бабуїна (Papio cynocephalus), п'ятипалу смугасту білку (Funisciurus pyrropus), звичайного дуїкера (Sylvicapra grimmia), блакитного дуїкера (Philantomba monticola) та чагарникову свиню (Potamochoerus larvatus). Раніше на гірських луках паслися великі тварини, зокрема зебри Гранта (Equus quagga boehmi), звичайні канни (Taurotragus oryx), великі редунки (Redunca arundinum), орібі (Ourebia ourebi) та кінські антилопи (Hippotragus equinus), однак наразі їх популяції в регіоні значно скоротилися або повністю вимерли. Два види дрібних ссавців, вересові білозубки (Crocidura erica) та чорнуваті білозубки (Crocidura nigricans), є майже ендемічними.
В екорегіоні зустрічаються понад 360 видів птахів, з яких п'ять видів є ендемічними або майже ендемічними. Ендеміками регіону є ангольські приріти (Batis margaritae), ангольські турачі (Pternistis swierstrai), західні турачі (Pternistis griseostriatus), строкаті золотокоси (Xenocopsychus ansorgei) та ангольські мухарки (Melaenornis brunneus). Крім того, ендемічними або майже ендемічними представниками регіону є деякі підвиди різних видів птахів. Серед них слід відзначити підвид довгодзьобого щеврика Anthus similis moco, підвид білокрилого смолярика Myrmecocichla monticola nigricauda, підвид гірського дрімлюги Caprimulgus poliocephalus koesteri, підвид жовтоголового барбіона Pogoniulus coryphaeus angolensis, підвид східного куцокрила Bradypterus lopezi boultoni, підвид абісинської тимелії Sylvia abyssinica ansorgei та підвид товстодзьобого щедрика Crithagra burtoni tanganjicae. Серед інших птахів, поширених в екорегіоні, слід відзначити смугастохвостого трогона (Apaloderma vittatum), помаранчевого квічаля (Geokichla gurneyi), зімбабвійського серпокрильця (Schoutedenapus myoptilus) та ангольського серпокрильця (Apus sladeniae).
Герпетофауна регіону недостатньо досліджена. Ендеміками регіону є піщані змії Ансорджа (Psammophis ansorgii) та великолускаті ящірки Маркса (Ichnotropis microlepidota).

## Збереження
Високогір'я екорегіону є однією з найбільш густонаселених частин Анголи, через що лісам загрожує вирубка, а луки, за винятком дуже заболочених, розчищаються для ведення сільського господарства. Крім того, гори регіону були місцем збройних конфліктів під час тривалої громадянської війни, і, як наслідок, природа регіону є недостатньо досліджена. Природоохоронні території в регіоні відсутні.